# ولاء المشجع
ولاء المشجع هو شعور وتعبير يبديه المشجع بالولاء تجاه كيان أو شيء من خلال إظهاره تعصبًا تجاهه. ويمكن أن يكون الولاء متسمًا بالقوة أو الضعف. وقد قام علماء النفس بدراسة ولاء مشجعي الرياضة، حيث حددوا عوامل عديدة تخلق مثل هذا الولاء. ويمكن أن تهدد أعمال الفريق ولاء المشجعين.

## أساسيات علم النفس
إن ولاء المعجبين أو المشجعين، ولا سيما فيما يتعلق بالرياضات الجماعية مختلف تمامًا عن الولاء للمنتجات، حيث إنه كلما أصبح المنتج أقل جودة مما هو متوقع بالنسبة للعميل، تخلى العميل عن ولائه لذلك المنتج. وعلى العكس من ذلك، فإن ولاء المعجبين أو المشجعين مستمر حتى إذا كان الفريق الذي يدعمه المشجع يؤدي أداءً سيئًا لعدة سنوات. ذكر المؤلف مارك كونراد فريق شيكاغو كابس (Chicago Cubs) كمثال على فريق يتبعه مشجعون يتسمون بالولاء، حيث أنفق المشجعون أموالهم في دعم أداء الفريق رغم أدائه أداءً سيئًا (اعتبارًا من 2010) على الرغم من عدم فوز الفريق بعلم البطولة منذ عام 1945 أو حتى بطولة من بطولات World Series منذ 1908.
درس علماء النفس ولاء المعجبين أو المشجعين وأسباب كون الشخص متسمًا بولاء المشجع واستمراره في دعم الفريق وتشجيعه على الرغم من حظه العاثر، بدلاً من كونه مشجعًا عشوائيًا يغير تأييده من آن لآخر على حسب نجاح الفريق. ومن ضمن هؤلاء دان وان، وهو طبيب نفسي في جامعة ولاية موراي وعالم النفس روبرت باسيكوف وبي كينج. سام كي (Sam K)
وهم يعزون ذلك إلى العوامل التالية:
قيمة الترفيهقيمة الترفيه التي يستمد منها المشجع تحفيزه للبقاء كمشجع يتسم بالولاء للفريق. إن قيمة الترفيه للفرق الجماعية هي أيضًا قيمة للمجتمعات بوجه عام.
الأصالةقام باسيكوف بوصف ذلك بأنه «قبول اللعبة على أنها حقيقة وذات مغزى».
؛ارتباط المشجعين:ارتباط المشجعين هو ارتباط المشجعين باللاعبين، ومعرفتهم كأفراد، وبالتالي ارتباطهم ببعض كفريق واحد.
؛ تاريخ الفريق وتقاليده: يقدم شاك فريق سينسيناتي ريدز، وهو من أقدم الفرق المحترفة في لعبة البيسبول، كمثال لفريق له تاريخ طويل وتقاليد تعد هي المحفز الأساسي للمشجعين في منطقة سينسيناتي.
الانتماء لمجموعاتيتأكد دعم المشجعين لفريق عندما يحاطون بمجموعة من المشجعين يدعمون الفريق ذاته.
المشجعون العشوائيون: مشجعون يتابعون فريقهم فقط عند فوزه.
المشجعون المتعصبون: مشجعون يتابعون فريقهم سواء في المكسب أو الخسارة.

## معايير ولاء المشجع ومؤشراته
تم تصنيف مؤشر ولاء المشجع بداية من مسح مشجعي دوري كرة القاعدة الرئيسي في أبريل عام 1997، ونُشر في النشرة الإخبارية الدورية. وقد طُلب من المشجعين تقييم فرقهم في أربعة جداول. كان مؤشر فريق شيكاغو كابس في الصدارة، بمعدل ولاء 132، بمقارنته مع شيكاغو وايت سوكس (Chicago White Sox) الذي كان في أواخر الفرق بمعدل ولاء 73. تم تحجيم المؤشر بحيث كان متوسط مؤشر الولاء 100 نقطة، وسجل ذلك كل من كولورادو روكيز (Colorado Rockies) وبيتسبرغ بيراتس (Pittsburgh Pirates).
درس باسيكوف (Passikoff) ولاء مشجعي الرياضة الأمريكية تجاه رياضات الدوري الرئيسي في صيف عام 2000، ووجد أن متصدر الولاء كان الدوري الرئيسي يليه دوري الاتحاد الوطني لكرة السلة ودوري كرة القدم الوطني ودوري الهوكي الوطني.

## ما يهدد الولاء
يلاحظ شانك (Shank) أن ولاء المشجعين في الولايات المتحدة قد يزيد للفرق الرياضية أكثر من أي شكل آخر من ولاء العملاء للبضائع والخدمات. رغم ذلك، يمكن تهديد ذلك الولاء. إن ولاء المشجعين تجاه الفرق الرياضية المحترفة يبدأ في الانخفاض في الولايات المتحدة نتيجة للتهديدات المستمرة بانتزاع حقوق الامتياز ونقلها إلى مدن أخرى. ويعتبر ِشانك (Shank) أن هذا قد يكون السبب في زيادة شعبية الرياضيين الهواة. ولا تهدد الفرق المدرسية والجامعية بالانتقال بعيدًا عن المشجعين للحصول على صفقة أفضل في ملاعبهم الرياضية. ولا يتم تبادل الرياضيين في المدارس والرياضيين الجامعيين بين فريق وآخر ولا ينتقلون للحصول على عقود أفضل (على الرغم من أنهم في بعض الأحيان يتركون مدارسهم وجامعاتهم في وقت مبكر نتيجة انتقالهم إلى أي مكان أو ليحصلوا على عقود احترافية).
اتخذت بعض الفرق الرياضية المحترفة إجراءات للتقليل من تضاؤل التشجيع. يوظف ناشفيل بريداتورز فنيي إدارة علاقات العملاء لجمع المعلومات التي تتعلق بالتركيبات السكانية والرسم النفسي لمشجعيه. ويشمل برنامج ولائهم بطاقة الولاء التي يتم تمريرها من خلال قارئ البطاقة في الأكشاك الموجودة في مداخل أحداث الفريق. ويمكن للفريق جمع البيانات المتعلقة بالمشجعين، وتتم مكافأة المشجعين من خلال نظام جمع النقاط بمكافأتهم ببطاقات غير قابلة للاسترداد وبضائع وامتيازات. وقد اقتبس شانك مقولة نائب رئيس مبيعات بطاقات فريق بريداتورز سكوت لوفت إذ قال إن «90 في المائة من الفرق الرياضية لا تهتم بالبحث عن أي معلومات جديدة تتعلق بمشجعيهم».

## كتابات أخرى
- B. King (1 مارس 2004). "What makes fans tick?". Street and Smith's Sportsbusiness Journal. ص. 25&amp, ndash, 41.
- Daniel L. Wann, Merrill J. Melnick, Gordon W. Russell, and Dale G. Pease (2001). SportFans: The Psychology and Social Impact of Spectators. London: Routledge. ISBN:0-415-92463-4.{{استشهاد بكتاب}}:  صيانة الاستشهاد: أسماء متعددة: قائمة المؤلفين (link)
- Robert Passikoff (6 نوفمبر 2000). "N.Y. Yankees aside, winning isn't only key to fan loyalty". Brandweek. ج. 41 ع. 43: 32.